# Negotino (gmina Wrapcziszte)
Negotino (mac. Неготино) – wieś w Macedonii Północnej, w gminie Wrapcziszte, niedaleko Gostiwaru.